# Heidebahn
| | |                                                         |                                                         |
| Streckennummer (DB): | 1711 (Hannover-Nordstadt–Walsrode) 1712 (Walsrode–Buchholz (Nordheide)) |                                                         |                                                         |
| Kursbuchstrecke (DB): | 123 Hannover–Buchholz 360.4, 360.5 Hannover–Bennemühlen, früher:363.4 ehem. 109d (1941) |                                                         |                                                         |
| Kursbuchstrecke: | 191e (Hannover Hbf – Soltau (Han)) 188, 191a, 193 (Hannover Hbf – Hannover-Hainholz) 91b (Soltau (Han) – Buchholz) jeweils 1934 211c (Hannover Hbf – Soltau (Han)) 211, 211g (Hannover Hbf – Langenhagen (Han)) 211d, 211e, 214, 215 (Hannover Hbf – Hannover-Hainholz) 109d (Soltau (Han) – Buchholz (Kr Hrb)) jeweils 1946 |                                                         |                                                         |
| Streckenlänge: | 133,1 km |                                                         |                                                         |
| Spurweite: | 1435 mm (Normalspur) |                                                         |                                                         |
| Streckenklasse: | D4 |                                                         |                                                         |
| Stromsystem: | Hannover–Bennemühlen 15 kV 16,7 Hz ~ |                                                         |                                                         |
| Maximale Neigung: | 10,5 ‰ |                                                         |                                                         |
| Streckengeschwindigkeit: | 120 km/h |                                                         |                                                         |
| Zugbeeinflussung: | PZB |                                                         |                                                         |
| Zweigleisigkeit: | Hannover–Bissendorf |                                                         |                                                         |
| | |                                                         |                                                         |
| \| \| \| nach Göttingen und nach Würzburg \| \| \| \| \| nach Altenbeken \| \| \| \| \| nach Braunschweig und nach Berlin \| \| \| \| 0,0 \| Hannover Hbf \| Hannover Hbf \| \| \| 2,6 \| Hannover-Nordstadt (ehemals Hannover-Hainholz) \| Hannover-Nordstadt (ehemals Hannover-Hainholz) \| \| \| \| Strecke nach Minden, Strecke nach Bremen \| \| \| \| 4,8 \| Hannover-Herrenhausen (bis 9. November 1997) \| Hannover-Herrenhausen (bis 9. November 1997) \| \| \| 5,8 \| Hannover-Ledeburg (ab 10. November 1997) \| Hannover-Ledeburg (ab 10. November 1997) \| \| \| \| Mittellandkanal \| \| \| \| 7,9 \| Hannover-Vinnhorst \| Hannover-Vinnhorst \| \| \| 9,9 \| Langenhagen Mitte \| Langenhagen Mitte \| \| \| 11,4 \| Langenhagen Pferdemarkt (ehemals Langenhagen (Han)) \| Langenhagen Pferdemarkt (ehemals Langenhagen (Han)) \| \| \| \| nach Celle \| \| \| \| \| nach Hannover Flughafen \| \| \| \| 14,6 \| Langenhagen-Kaltenweide \| Langenhagen-Kaltenweide \| \| \| \| A 352 \| \| \| \| 19,6 \| Bissendorf \| Bissendorf \| \| \| 22,6 \| Mellendorf \| Mellendorf \| \| \| 26,3 \| Bennemühlen (Ende der Elektrifizierung) \| Bennemühlen (Ende der Elektrifizierung) \| \| \| 30,6 \| Lindwedel \| Lindwedel \| \| \| 34,6 \| Hope \| Hope \| \| \| \| von Celle \| \| \| \| 40,1 \| Schwarmstedt \| Schwarmstedt \| \| \| \| nach Wahnebergen \| \| \| \| \| Aller \| \| \| \| 44,1 \| Hademstorf \| Hademstorf \| \| \| 46,8 \| Eickeloh \| Eickeloh \| \| \| 51,0 \| Hodenhagen (ehemals Riethagen) \| Hodenhagen (ehemals Riethagen) \| \| \| 56,0 \| Düshorn \| Düshorn \| \| \| \| A 27 \| \| \| \| \| von Altenboitzen (ehem. von Verden (Aller)) \| \| \| \| 62,561,7 \| Walsrode \| Walsrode \| \| \| \| nach Cordingen (ehem. nach Bremervörde) \| \| \| \| \| von Bomlitz (Werksbahn Eibia) \| \| \| \| 65,5 \| Honerdingen \| Honerdingen \| \| \| 70,3 \| Bad Fallingbostel \| Bad Fallingbostel \| \| \| 76,8 \| Dorfmark \| Dorfmark \| \| \| \| Böhme \| \| \| \| 80,7 \| Jettebruch \| Jettebruch \| \| \| 83,1 \| Mittelstendorf \| Mittelstendorf \| \| \| \| Bahnstrecke Soltau–Neuenkirchen \| \| \| \| \| von Langwedel \| \| \| \| 88,0 \| Soltau (Han) \| Soltau (Han) \| \| \| \| nach Lüneburg und nach Celle \| \| \| \| \| nach Uelzen \| \| \| \| \| Böhme \| \| \| \| \| Bahnstrecke Uelzen–Langwedel \| \| \| \| 92,3 \| Soltau Nord \| Soltau Nord \| \| \| 95,4 \| Wolterdingen (Han) \| Wolterdingen (Han) \| \| \| 99,1 \| Gröps \| Gröps \| \| \| 101,6 \| Hemsen (b. Soltau) \| Hemsen (b. Soltau) \| \| \| 105,4 \| Schneverdingen \| Schneverdingen \| \| \| 111,5 \| Barrl \| Barrl \| \| \| 115,3 \| Wintermoor \| Wintermoor \| \| \| 121,7 \| Handeloh (ehemals Handorf-Welle) \| Handeloh (ehemals Handorf-Welle) \| \| \| 125,1 \| Büsenbachtal \| Büsenbachtal \| \| \| 127,0 \| Holm-Seppensen \| Holm-Seppensen \| \| \| 130,7 \| Suerhop \| Suerhop \| \| \| \| von Bremervörde \| \| \| \| \| \| \| \| \| \| von Rotenburg (Wümme) \| \| \| \| 133,1 \| Buchholz (Nordheide) (Keilbahnhof) \| Buchholz (Nordheide) (Keilbahnhof) \| \| \| \| nach Jesteburg (und ehem. Wittenberge) und nach Hamburg \| \| | |                                                         |                                                         |
| Strecke | | nach Göttingen und nach Würzburg                        | nach Göttingen und nach Würzburg                        |
| Strecke · Strecke von links | | nach Altenbeken                                         | nach Altenbeken                                         |
| Strecke von rechts · Strecke · Strecke | | nach Braunschweig und nach Berlin                       | nach Braunschweig und nach Berlin                       |
| Bahnhof mit S-Bahn-Halt · Bahnhof · S-Bahnhof | 0,0 | Hannover Hbf                                            | Hannover Hbf                                            |
| ehemaliger Haltepunkt / Haltestelle · ehemaliger Haltepunkt / Haltestelle · S-Bahn-Halt | 2,6 | Hannover-Nordstadt (ehemals Hannover-Hainholz)          | Hannover-Nordstadt (ehemals Hannover-Hainholz)          |
| Strecke nach links · Kreuzung geradeaus unten · Kreuzung geradeaus unten und links | | Strecke nach Minden, Strecke nach Bremen                | Strecke nach Minden, Strecke nach Bremen                |
| ehemaliger Haltepunkt / Haltestelle · Strecke | 4,8 | Hannover-Herrenhausen (bis 9. November 1997)            | Hannover-Herrenhausen (bis 9. November 1997)            |
| Strecke · S-Bahn-Halt | 5,8 | Hannover-Ledeburg (ab 10. November 1997)                | Hannover-Ledeburg (ab 10. November 1997)                |
| Brücke über Wasserlauf · Brücke über Wasserlauf | | Mittellandkanal                                         | Mittellandkanal                                         |
| Strecke · S-Bahnhof | 7,9 | Hannover-Vinnhorst                                      | Hannover-Vinnhorst                                      |
| Haltepunkt / Haltestelle · S-Bahn-Halt | 9,9 | Langenhagen Mitte                                       | Langenhagen Mitte                                       |
| Dienststation / Betriebs- oder Güterbahnhof · S-Bahnhof | 11,4 | Langenhagen Pferdemarkt (ehemals Langenhagen (Han))     | Langenhagen Pferdemarkt (ehemals Langenhagen (Han))     |
| Strecke nach rechts · Strecke | | nach Celle                                              | nach Celle                                              |
| Strecke von links · Abzweig nach links und nach rechts | | nach Hannover Flughafen                                 | nach Hannover Flughafen                                 |
| S-Bahn-Halt | 14,6 | Langenhagen-Kaltenweide                                 | Langenhagen-Kaltenweide                                 |
| Strecke mit Straßenbrücke | | A 352                                                   | A 352                                                   |
| S-Bahnhof | 19,6 | Bissendorf                                              | Bissendorf                                              |
| S-Bahnhof | 22,6 | Mellendorf                                              | Mellendorf                                              |
| S-Bahnhof | 26,3 | Bennemühlen (Ende der Elektrifizierung)                 | Bennemühlen (Ende der Elektrifizierung)                 |
| Haltepunkt / Haltestelle | 30,6 | Lindwedel                                               | Lindwedel                                               |
| ehemaliger Haltepunkt / Haltestelle | 34,6 | Hope                                                    | Hope                                                    |
| Abzweig geradeaus und ehemals von rechts | | von Celle                                               | von Celle                                               |
| Bahnhof | 40,1 | Schwarmstedt                                            | Schwarmstedt                                            |
| Abzweig geradeaus und ehemals nach links | | nach Wahnebergen                                        | nach Wahnebergen                                        |
| Brücke über Wasserlauf | | Aller                                                   | Aller                                                   |
| ehemaliger Haltepunkt / Haltestelle | 44,1 | Hademstorf                                              | Hademstorf                                              |
| ehemaliger Haltepunkt / Haltestelle | 46,8 | Eickeloh                                                | Eickeloh                                                |
| Bahnhof | 51,0 | Hodenhagen (ehemals Riethagen)                          | Hodenhagen (ehemals Riethagen)                          |
| ehemalige Blockstelle | 56,0 | Düshorn                                                 | Düshorn                                                 |
| Strecke mit Straßenbrücke | | A 27                                                    | A 27                                                    |
| Abzweig geradeaus und von links | | von Altenboitzen (ehem. von Verden (Aller))             | von Altenboitzen (ehem. von Verden (Aller))             |
| Bahnhof | 62,561,7 | Walsrode                                                | Walsrode                                                |
| Abzweig geradeaus und nach links | | nach Cordingen (ehem. nach Bremervörde)                 | nach Cordingen (ehem. nach Bremervörde)                 |
| Abzweig geradeaus und ehemals von links | | von Bomlitz (Werksbahn Eibia)                           | von Bomlitz (Werksbahn Eibia)                           |
| ehemaliger Haltepunkt / Haltestelle | 65,5 | Honerdingen                                             | Honerdingen                                             |
| Bahnhof | 70,3 | Bad Fallingbostel                                       | Bad Fallingbostel                                       |
| Bahnhof | 76,8 | Dorfmark                                                | Dorfmark                                                |
| Brücke über Wasserlauf | | Böhme                                                   | Böhme                                                   |
| Blockstelle | 80,7 | Jettebruch                                              | Jettebruch                                              |
| ehemaliger Haltepunkt / Haltestelle | 83,1 | Mittelstendorf                                          | Mittelstendorf                                          |
| Kreuzung geradeaus unten (Querstrecke außer Betrieb) | | Bahnstrecke Soltau–Neuenkirchen                         | Bahnstrecke Soltau–Neuenkirchen                         |
| Abzweig geradeaus und von links | | von Langwedel                                           | von Langwedel                                           |
| Bahnhof | 88,0 | Soltau (Han)                                            | Soltau (Han)                                            |
| Abzweig geradeaus und nach rechts | | nach Lüneburg und nach Celle                            | nach Lüneburg und nach Celle                            |
| Abzweig geradeaus und nach links · Strecke von rechts | | nach Uelzen                                             | nach Uelzen                                             |
| Brücke über Wasserlauf · Brücke über Wasserlauf | | Böhme                                                   | Böhme                                                   |
| Kreuzung geradeaus oben · Strecke nach rechts | | Bahnstrecke Uelzen–Langwedel                            | Bahnstrecke Uelzen–Langwedel                            |
| Haltepunkt / Haltestelle | 92,3 | Soltau Nord                                             | Soltau Nord                                             |
| Haltepunkt / Haltestelle | 95,4 | Wolterdingen (Han)                                      | Wolterdingen (Han)                                      |
| ehemaliger Haltepunkt / Haltestelle | 99,1 | Gröps                                                   | Gröps                                                   |
| ehemaliger Haltepunkt / Haltestelle | 101,6 | Hemsen (b. Soltau)                                      | Hemsen (b. Soltau)                                      |
| Bahnhof | 105,4 | Schneverdingen                                          | Schneverdingen                                          |
| ehemaliger Bahnhof | 111,5 | Barrl                                                   | Barrl                                                   |
| Haltepunkt / Haltestelle | 115,3 | Wintermoor                                              | Wintermoor                                              |
| Bahnhof | 121,7 | Handeloh (ehemals Handorf-Welle)                        | Handeloh (ehemals Handorf-Welle)                        |
| Haltepunkt / Haltestelle | 125,1 | Büsenbachtal                                            | Büsenbachtal                                            |
| Haltepunkt / Haltestelle | 127,0 | Holm-Seppensen                                          | Holm-Seppensen                                          |
| Haltepunkt / Haltestelle | 130,7 | Suerhop                                                 | Suerhop                                                 |
| Strecke von links (außer Betrieb) · Kreuzung geradeaus unten (Querstrecke außer Betrieb) | | von Bremervörde                                         | von Bremervörde                                         |
| Strecke nach links (außer Betrieb) · Abzweig geradeaus und ehemals von rechts | |                                                         |                                                         |
| Abzweig geradeaus und von links | | von Rotenburg (Wümme)                                   | von Rotenburg (Wümme)                                   |
| Bahnhof | 133,1 | Buchholz (Nordheide) (Keilbahnhof)                      | Buchholz (Nordheide) (Keilbahnhof)                      |
| Verschwenkung nach links und nach rechts | | nach Jesteburg (und ehem. Wittenberge) und nach Hamburg | nach Jesteburg (und ehem. Wittenberge) und nach Hamburg |

Die Heidebahn ist eine überwiegend nicht elektrifizierte und eingleisige Hauptbahn mit regionaler Bedeutung. Sie verbindet Buchholz in der Nordheide mit der niedersächsischen Landeshauptstadt Hannover. Die Nordsüdverbindung ist zusammen mit der in Ostwestrichtung verlaufenden Bahnstrecke Uelzen–Langwedel und der weiter im Osten verlaufenden Achse Hannover/Lehrte–Hamburg einer der drei wichtigsten Schienenwege durch die Lüneburger Heide.

## Geschichte

### Entstehung und Bau
Bereits in der Mitte des 19. Jahrhunderts bemühte sich Walsrode im Hinblick auf die expandierenden Pulverfabriken im benachbarten Bomlitz um Anschluss an eine Eisenbahnstrecke. Als 1866 die Überlegungen für den Bau der sogenannten Amerikalinie Bremen–Uelzen–Berlin begannen, setzte sich die Stadt Walsrode erfolglos für einen Anschluss an diese Strecke ein. Erst am 27. Februar 1885 wurde in Berlin der Bau einer Eisenbahn Hannover–Walsrode–Visselhövede beschlossen. 1890 wurde diese Strecke bis Walsrode in Betrieb genommen. Am 16. Juni des Jahres wurde zunächst der Güterverkehr auf dem Bahnhof Walsrode eröffnet, und am 25. August 1890 erfolgte unter großen Feierlichkeiten die Eröffnung der neuen Strecke Hannover–Visselhövede. Später wurde der Abschnitt von Walsrode nach Visselhövede über Rotenburg (Wümme), Zeven und Bremervörde nach Bremerhaven verlängert. Dieser Abschnitt Bremervörde–Walsrode war als Fernverbindung gedacht und war weitgehend geradlinig trassiert. Jedoch konnte er sich nie als Durchgangsstrecke etablieren.
Schon bei Baubeginn der Strecke Hannover–Visselhövede strebten auch Fallingbostel und Soltau Anschluss an diese Strecke an. Die Zweigstrecke Walsrode–Fallingbostel–Soltau wurde am 1. Oktober 1896 in Betrieb genommen. Am 1. Juni 1896 erreichte der erste Personenzug Fallingbostel.
Der Bau des Abschnitts Soltau–Buchholz begann 1898. Die Trassierung erfolgte im Maschinenschachtverfahren, wobei Arbeiter Loren befüllten, die von schmalspurbetriebenen Dampflokomotiven gezogen wurden. Das teuerste Bauwerk dieses Streckenabschnittes war mit seinerzeit 27.000 Mark ein Viadukt über das Dumpetal – die Eröffnungsfahrt erfolgte am 30. September 1901.
Diese Abschnitte haben deutlichen Nebenbahncharakter.

### Entwicklung
Damit war die heutige Heidebahn fertig, es wurden danach aber noch acht abzweigende Strecken ergänzt.
- Von 1903 bis 1905 wurde die Staatsbahn Celle–Schwarmstedt–Wahnebergen erbaut.
- Die Verden-Walsroder Eisenbahn folgte 1911.
- In Soltau wurden die späteren OHE-Strecken nach Celle (23. April 1910), Lüneburg (13. Juni 1913) und Neuenkirchen (1. Januar 1917) angeschlossen.
- In Cordingen wurde 1915 die elektrifizierte Werkbahn Wolff & Co. nach Bomlitz angeschlossen. Zeitweise wurde auf ihr auch beschränkt öffentlicher Personennahverkehr abgewickelt.
- Erst am 15. Mai 1938 folgte der bis heute wichtigste Abzweig, als die sogenannte „Hasenbahn“ von Langenhagen nach Celle den Betrieb aufnahm. Die so entstandene Strecke Hannover–Langenhagen–Celle wurde Teil der Fernverkehrsverbindung Hannover–Hamburg.
- In Honerdingen wurde 1938 die Werkbahn der Eibia angeschlossen, bis 1945 der quantitativ wichtigste Güterverkehrsanschluss der Heidebahn. Sie schloss in Benefeld an die Werkbahn Wolff & Co. nach Bomlitz an.

Im Zweiten Weltkrieg war die Heidebahn für den Transport zu Gefangenenlagern Stalag XI B und Stalag XI D, den Truppenübungsplatz Bergen sowie hier ansässige Rüstungsindustrie, wie die Eibia GmbH bedeutsam. Die Gefangenen wurden vom Bahnhof Fallingbostel zu den Lagern getrieben. Am Bahnhof Bad Fallingbostel erinnert heute eine Gedenktafel an diese Ereignisse.
Die Nebenbahnen in der Heide konnten sich nicht auf Dauer halten. Von 1961 bis 1975 wurden die OHE-Strecken um Soltau im Personenverkehr aufgegeben, 1964 die Verden–Walsroder Eisenbahn. 1980 traf es die Strecke nach Visselhövede, die auf den Werks- und Personenverkehr nach Bomlitz verkürzt und so bis 1991 bedient wurde. Der Personenverkehr auf der Verbindung Verden–Wahnebergen–Schwarmstedt–Celle wurde 1966 eingestellt, die Strecke 1995 stillgelegt und größtenteils abgebaut.
Die Stilllegung der Heidebahn stand in den 1980er und frühen 1990er Jahren immer wieder zur Diskussion, besonders gefährdet war der Abschnitt Buchholz–Soltau.
Zur Expo 2000 erhielt Hannover ein S-Bahn-System. Zu diesem Netz gehörte auch ein Abschnitt der Heidebahn. Die Zahl der Halte wurde von drei auf zehn erhöht. Dabei wurde der Bahnhof Bennemühlen als vorläufiger Endpunkt ausgewählt, wo bis Dezember 2012 meist zu den Zügen Richtung Soltau umgestiegen werden musste. An der Grenze der Region Hannover liegend hat diese Station nur ein geringes eigenes Verkehrsaufkommen. In den ersten beiden Betriebsjahren stieg die Zahl der Fahrgäste hier von 2.600 auf 7.200.
Zwischen Buchholz und Soltau stehen noch Formsignale, die Strecke ist auf diesem Abschnitt mit mechanischen Stellwerken ausgerüstet. Seit Oktober 2011 ist der Bahnhof Hodenhagen umfangreich umgebaut und wird per ESTW-Technik von Walsrode ferngesteuert. 2016 wurden in Dorfmark und Fallingbostel elektronische Stellwerke errichtet, welche die mechanischen ersetzten.

## Ausbau und Modernisierung
Die Heidebahn wurde bis 2016 für eine Höchstgeschwindigkeit von bis zu 120 km/h ausgebaut. Der Ausbau der Heidebahn erfolgte in drei Abschnitten
- Ausbauabschnitt 1: Bennemühlen–Walsrode
- Ausbauabschnitt 2: Walsrode–Soltau
- Ausbauabschnitt 3: Soltau–Buchholz

Die Fertigstellung des ersten Bauabschnitts zwischen Bennemühlen und Walsrode war ursprünglich für 2007 vorgesehen. Erst im Dezember 2007 sind die für den Ausbau nötigen Verträge von der Bahn und dem Land Niedersachsen (vertreten durch die Landesnahverkehrsgesellschaft Niedersachsen (LNVG)) unterschrieben worden. Im Zuge des Ausbaus wurden im Sommer 2010 die Haltepunkte Hademstorf und Eickeloh stillgelegt. Zum Winterfahrplan 2011 fuhren die ersten Regionalbahnen mit 120 km/h auf dem ersten Bauabschnitt (wodurch sich die Reisezeit um zehn Minuten verkürzt). Diese Verkürzung erfolgt durch Schließung und technische Aufrüstung von Bahnübergängen und die Ausstattung mit einer digitalen Zugbahnfunkverbindung.
Der dritte Bauabschnitt (Soltau–Buchholz) musste vor dem zweiten Bauabschnitt (Walsrode–Soltau) erfolgen, um die zeitlichen Restriktionen für die Nutzung von EU-Mitteln einzuhalten. Die Entwurfsplanung für den dritten Bauabschnitt wurde noch im Jahr 2008 fertiggestellt, damit Ende 2009 mit dem Ausbau begonnen werden konnte. Bis Ende 2011 wurde der 46 Kilometer lange Streckenabschnitt ertüchtigt, um die Geschwindigkeit der Züge von 80 km/h auf 120 km/h zu erhöhen. Die Reisezeit wurde damit um elf Minuten verkürzt. Nach Abschluss sämtlicher Baumaßnahmen (2017) sollte die Schließung der Haltepunkte Wintermoor, Büsenbachtal und Suerhop geprüft werden. Nach den Passagierzahlen (Stand 2009) von 150 (Suerhop), 90 (Büsenbachtal) und 80 (Wintermoor) wurde die Mindestanzahl von 200 Passagieren pro Tag nicht erreicht. Der Haltepunkt Hemsen wird im Zuge der Bauarbeiten bereits seit dem 6. November 2010 nicht mehr bedient. Aufgrund steigender Passagierzahlen wurden die drei Haltepunkte 2016 barrierefrei ausgebaut und verlängert, so dass nun auch dort eine Dreifachtraktion LINT41-Triebwagen halten kann. Restarbeiten dauerten bis 2017.
Der zweite Bauabschnitt wurde seit Frühsommer 2015 umgesetzt. Sämtliche Baumaßnahmen sollten bis 2017 fertig sein. Durch den zum Fahrplanwechsel Dezember 2016 weitgehend abgeschlossenen Ausbau des noch fehlenden Abschnittes sind die 15-minütigen Aufenthalte in Soltau entfallen (2015: 24 Minuten). Außerdem wurde die Reisezeit zwischen Hannover und Buchholz bei einem durchgehenden Stundentakt reduziert. Durch die Verlegung der Zugkreuzung von Dorfmark nach Soltau entstand in Soltau ein Taktknoten zu den Zügen der Strecke Bremen–Uelzen, die sich dort ebenfalls zur vollen Stunde kreuzen.
Fahrzeit von Buchholz nach Hannover:
- vor Baubeginn (Sommerfahrplan 2008) mindestens 2:24 h
- nach Fertigstellung (Jahresfahrplan 2017) 1:50 h (Laut Fahrplan typisch 1:53 h bzw. 1:55 h)

Gesamtinvestitionen: Über 100 Millionen Euro
Planungen, die Heidebahn südlich von Walsrode als Teil der Y-Trasse zur Schnellfahrstrecke sowie zur Entlastungsstrecke für Güterverkehr von und zu den Nordseehäfen in Hamburg und Bremerhaven auszubauen, sind nicht mehr aktuell. Im Bundesverkehrswegeplan 2030 wurde ein Ausbau der Strecke nicht berücksichtigt, da zugunsten des Projekts Optimiertes Alpha-E + Bremen entschieden wurde. Diese umfasst kleinere Ausbaumaßnahmen an anderen bestehenden Strecken der Umgebung.

## Heutige Bedienung
Die Heidebahn hat Bedeutung für den Pendlerverkehr nach Hannover und Hamburg sowie für den Tagestourismus. Die RB 38 verkehrt täglich im Stundentakt auf der gesamten Strecke zwischen Hannover und Buchholz (sowie am Wochenende weiter bis Hamburg-Harburg). Bis zum Fahrplanwechsel 2016 wurde hingegen am Wochenende nur zwischen Hannover und Soltau im Stundentakt gefahren.
Die Strecke ist für eine Höchstgeschwindigkeit von 120 km/h zugelassen. Auf dem südlichen Abschnitt Bennemühlen–Hannover ist die Strecke der Heidebahn elektrifiziert und mit den Linien S 4 und S 5 (zum Flughafen) Teil der dortigen S-Bahn. Nur auf dem Abschnitt Bissendorf-Hannover Hbf ist sie zweigleisig ausgebaut. Das nördliche Ende zwischen Buchholz in der Nordheide und  Soltau gehört zum Hamburger Verkehrsverbund (HVV).
Da die Verbindungen Hamburg–Uelzen–Hannover und Hamburg–Rotenburg–Verden–Hannover deutlich schneller sind, hat die Heidebahn keine nennenswerte Bedeutung für den Durchgangsverkehr; die Fahrt Hamburg–Soltau–Hannover dauert typisch 2:34 h (Sommerfahrplan 2022). Seit dem Fahrplanwechsel 2018/19 verkehrt die RB 38 am Wochenende auch zwischen Buchholz und Hamburg-Harburg.
Regelmäßige Güterzüge gibt es nur auf dem südlichen Teil der Strecke bis Walsrode.
Die Osthannoversche Eisenbahnen AG (OHE) hatte 2011 die Ausschreibung für die Heidebahn gewonnen und übernahm zum Fahrplanwechsel im Dezember 2011 für ursprünglich acht Jahre, dann bis 2021 (insgesamt 10 Jahre) den Betrieb. Zu diesem Zweck gründete sie zum 18. April 2011 eine neue Tochtergesellschaft, die Heidekreuzbahn GmbH, die wenig später in erixx GmbH umbenannt wurde.
Die Ausschreibung für den Betrieb der Linie RB 38 ab Dezember 2021 hatte DB Regio gewonnen. Diese gab im November 2020 bekannt, den Betrieb an Regionalverkehre Start Deutschland GmbH, eine hundertprozentiges Tochterunternehmen der DB Regio AG, zu übertragen. Seit 12. Dezember sind die Züge der Regionalbahn unter dieser Marke unterwegs.

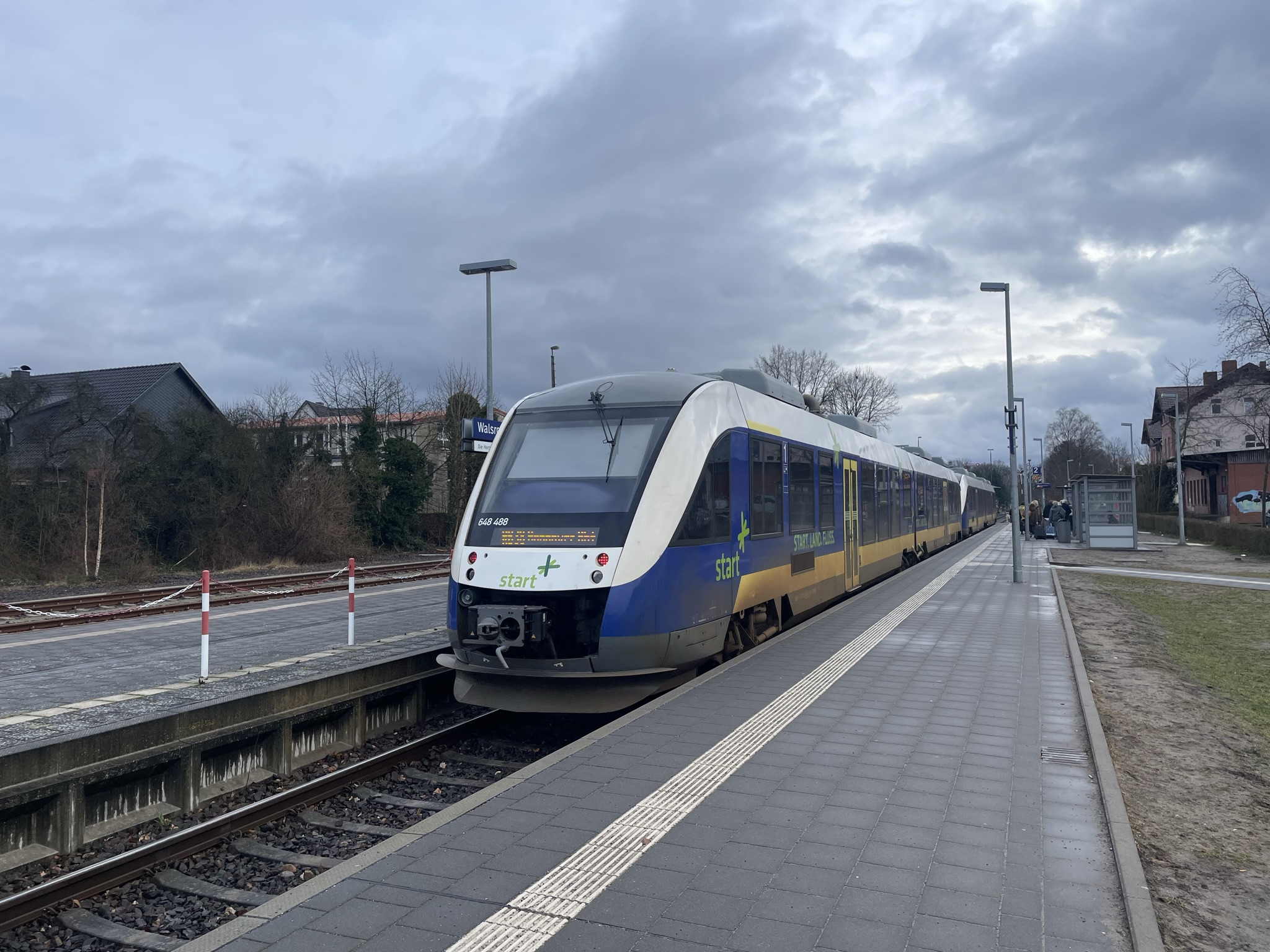
Bahnhof Walsrode
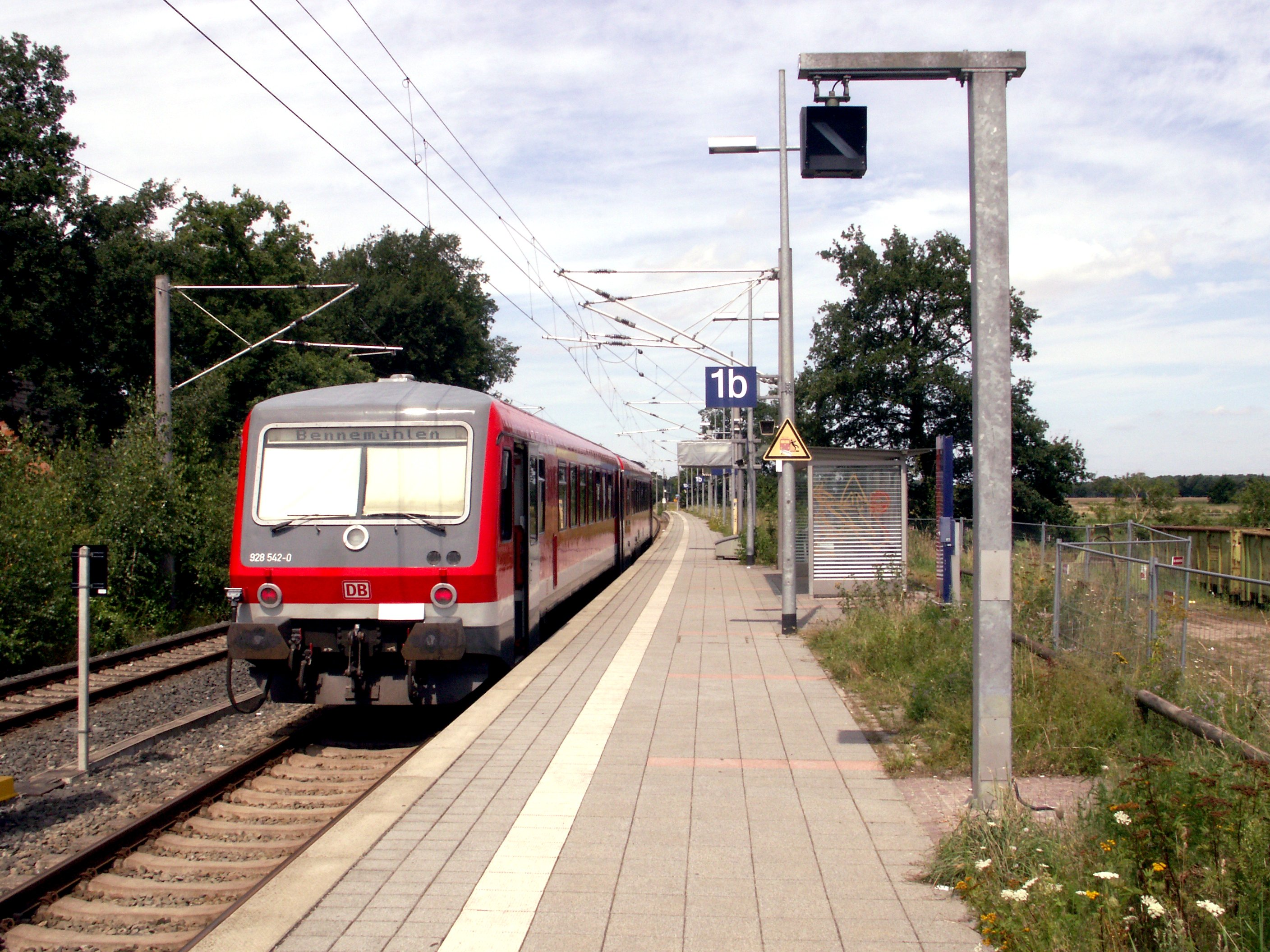
Bahnhof Bennemühlen
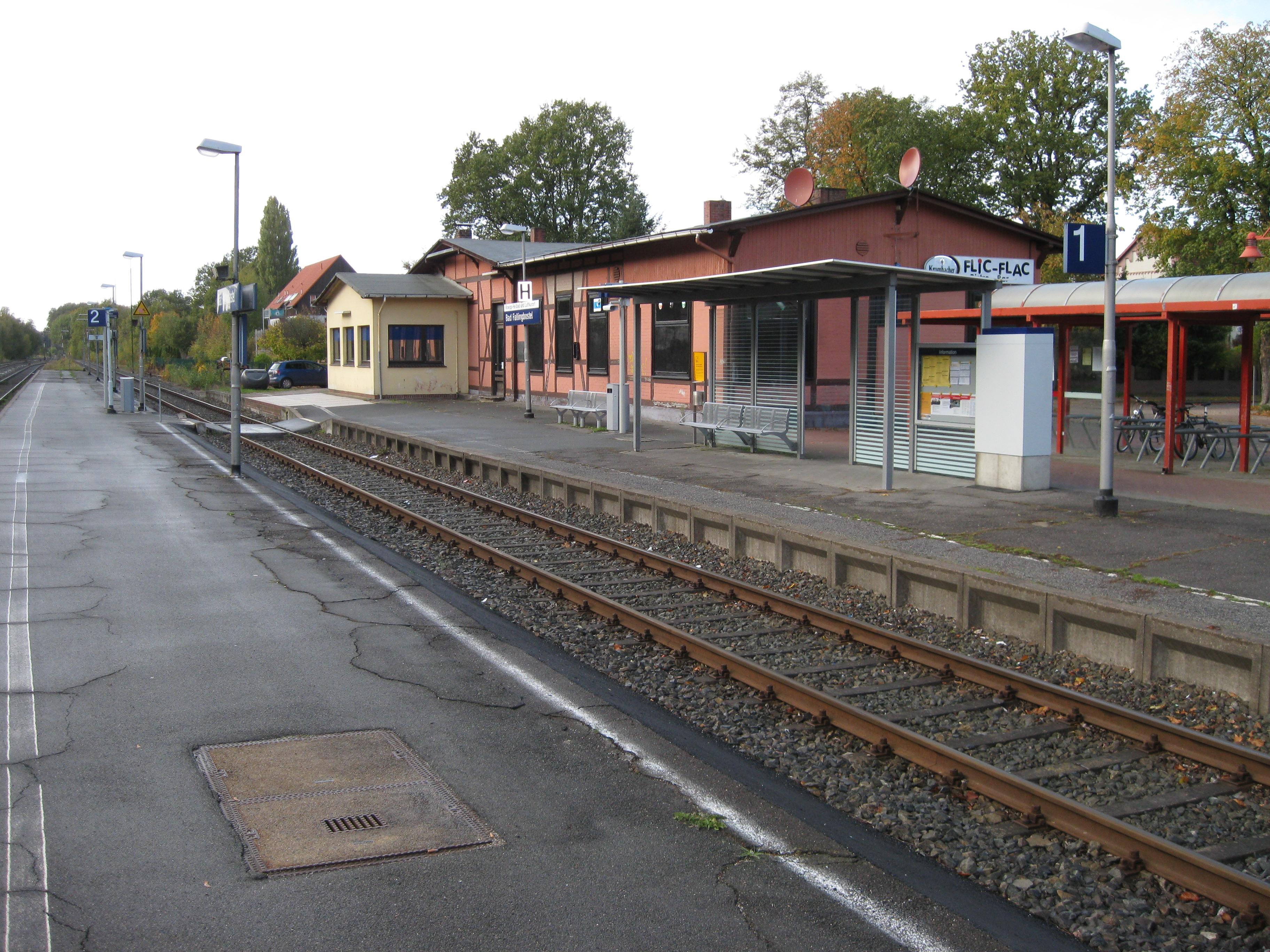
Bahnhof Bad Fallingbostel
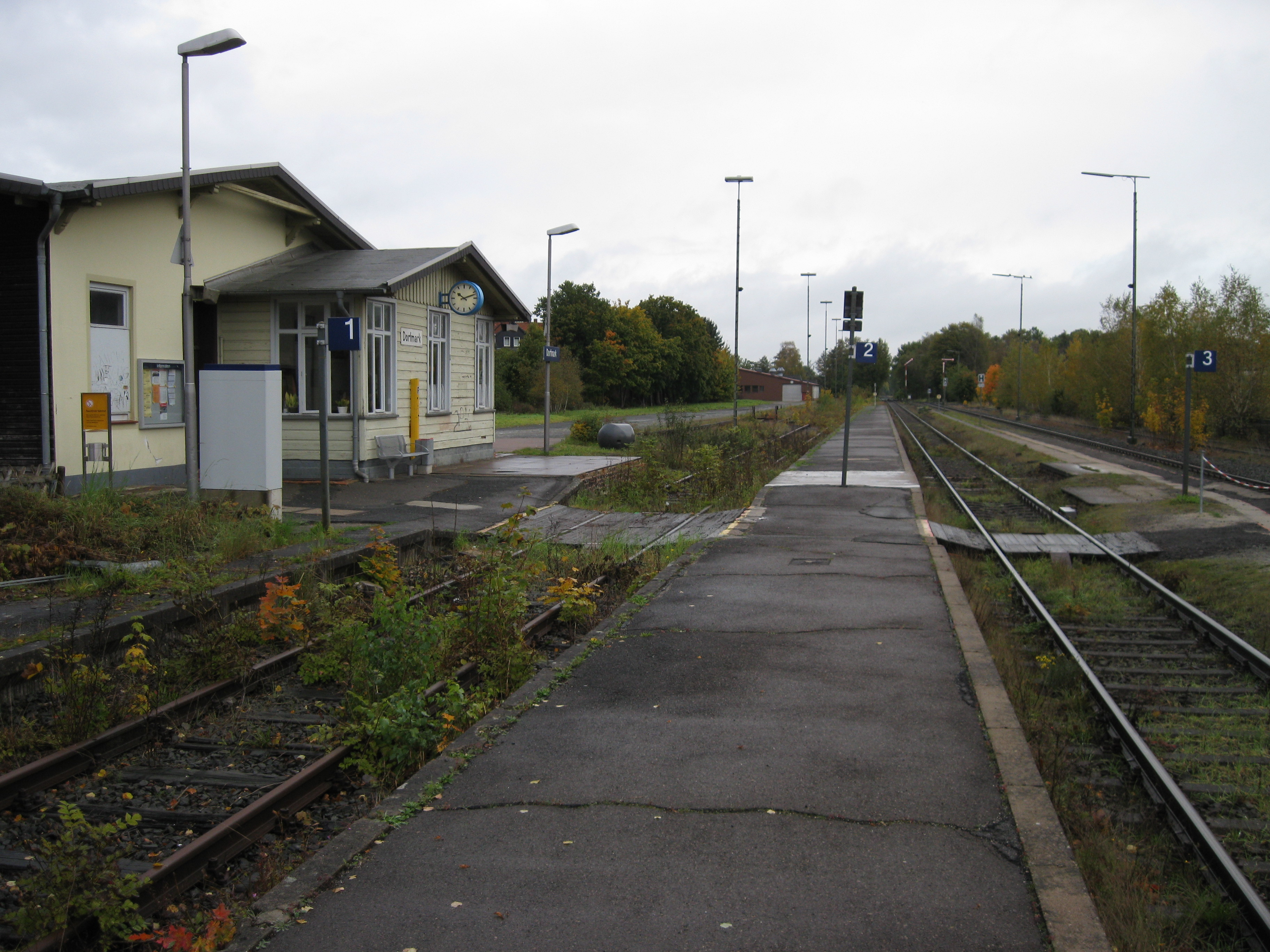
Bahnhof Dorfmark
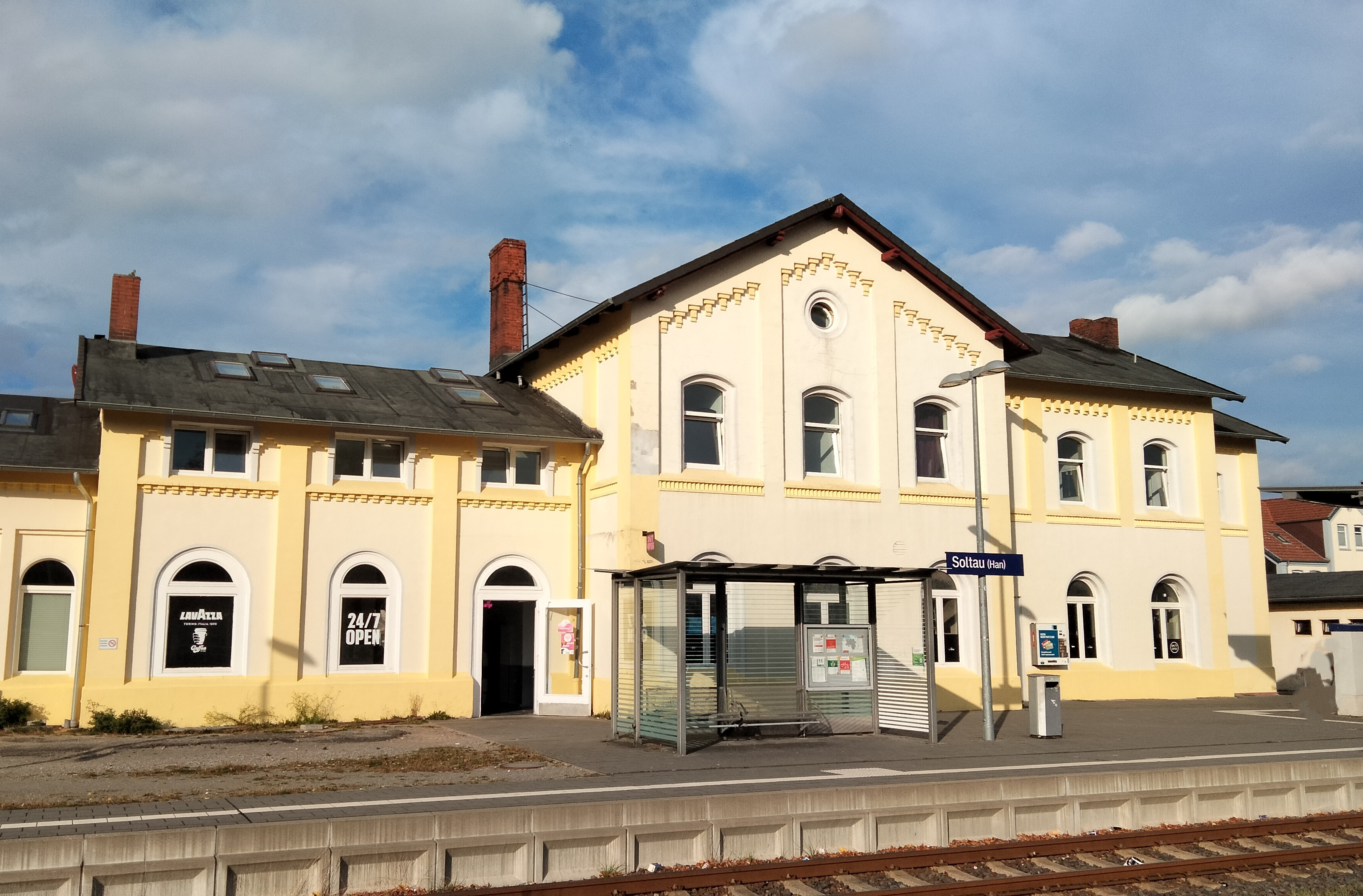
Bahnhof Soltau
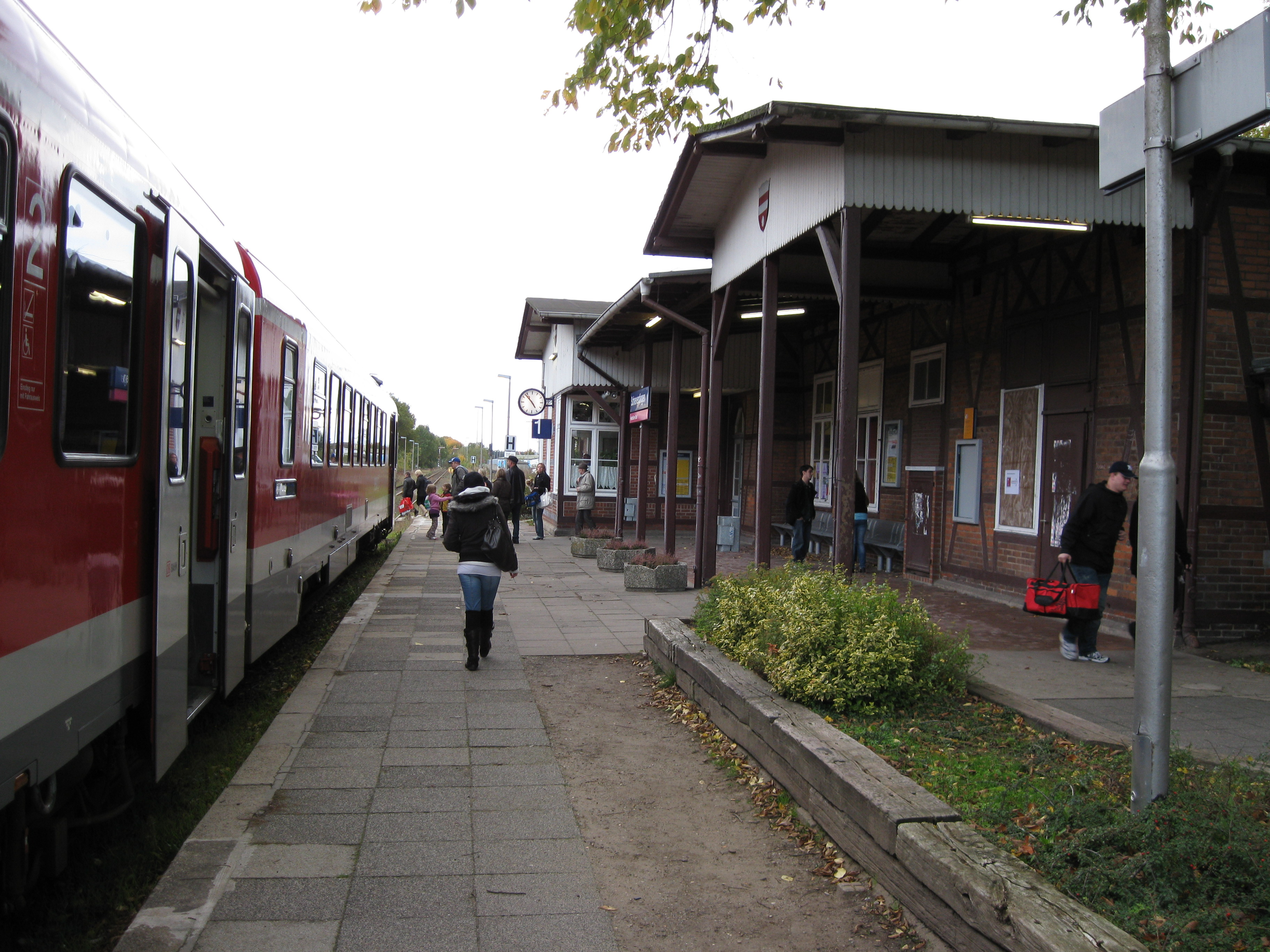
Bahnhof Schneverdingen
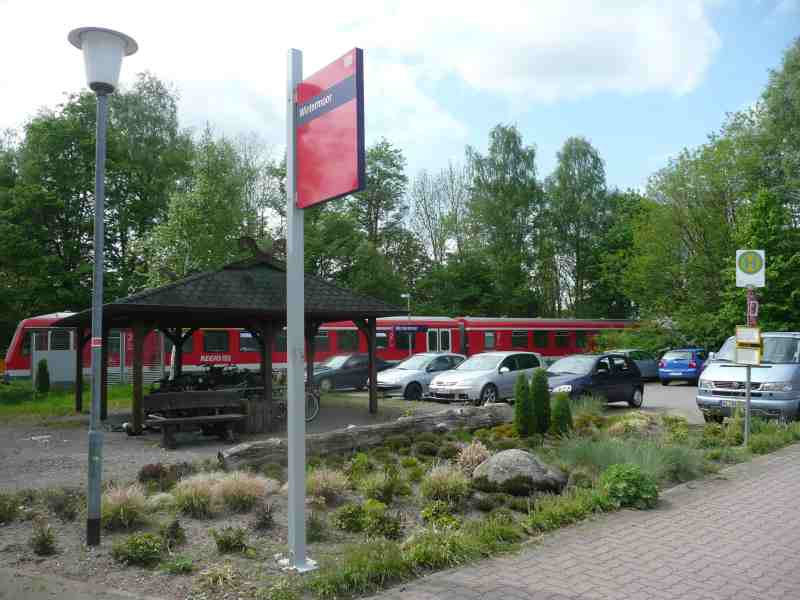
Haltepunkt Wintermoor
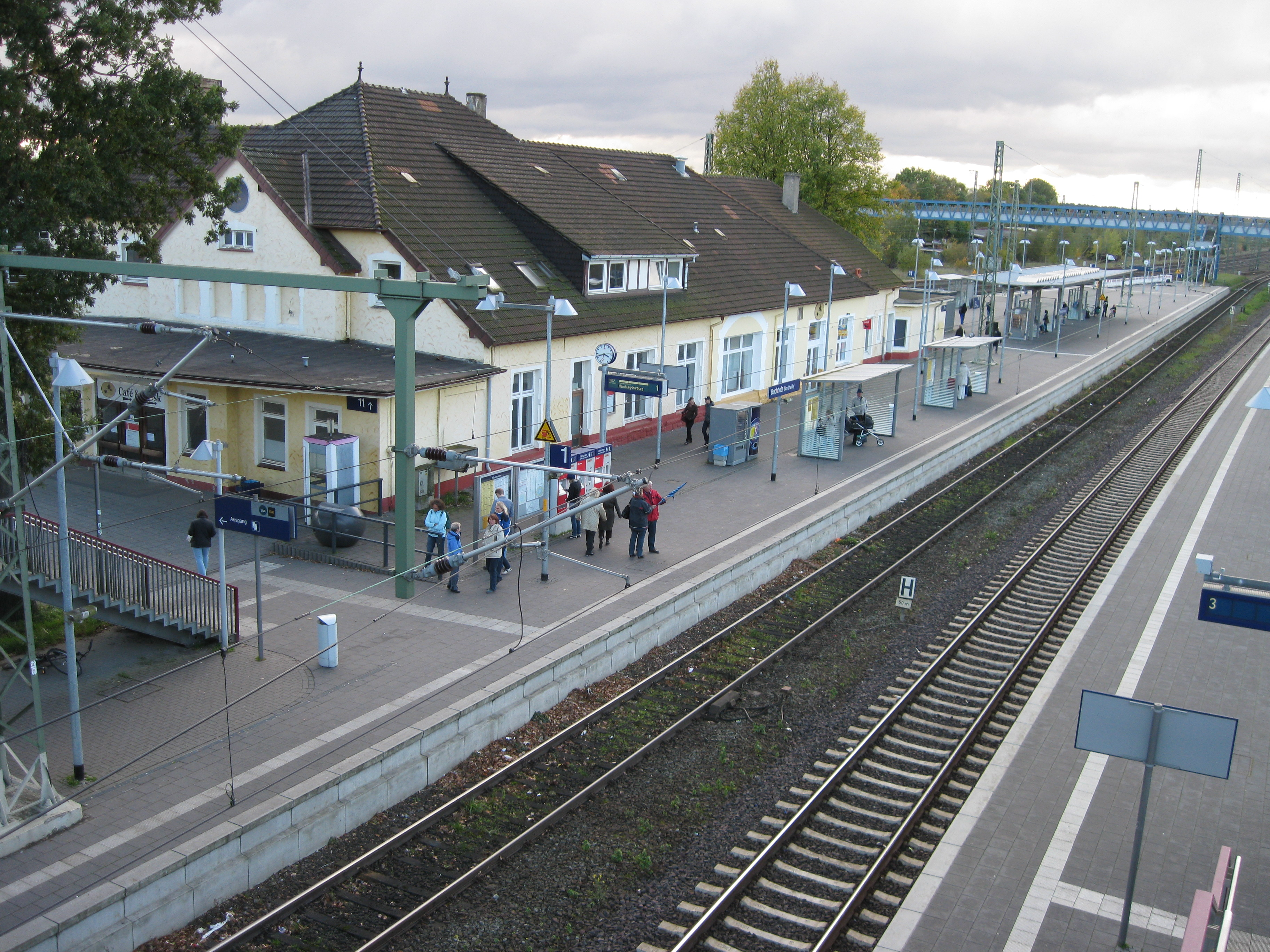
Bahnhof Buchholz
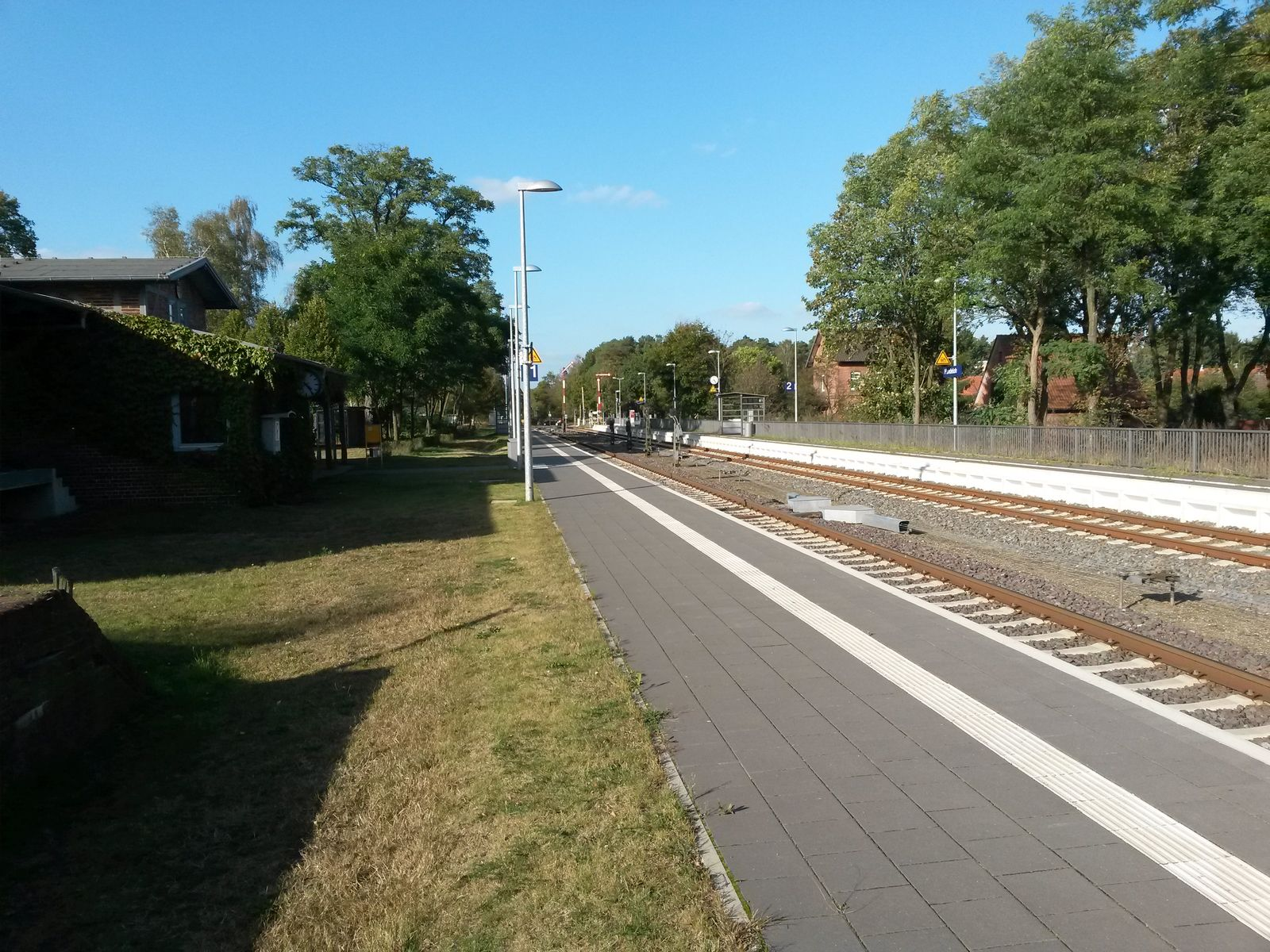
Bahnhof Handeloh
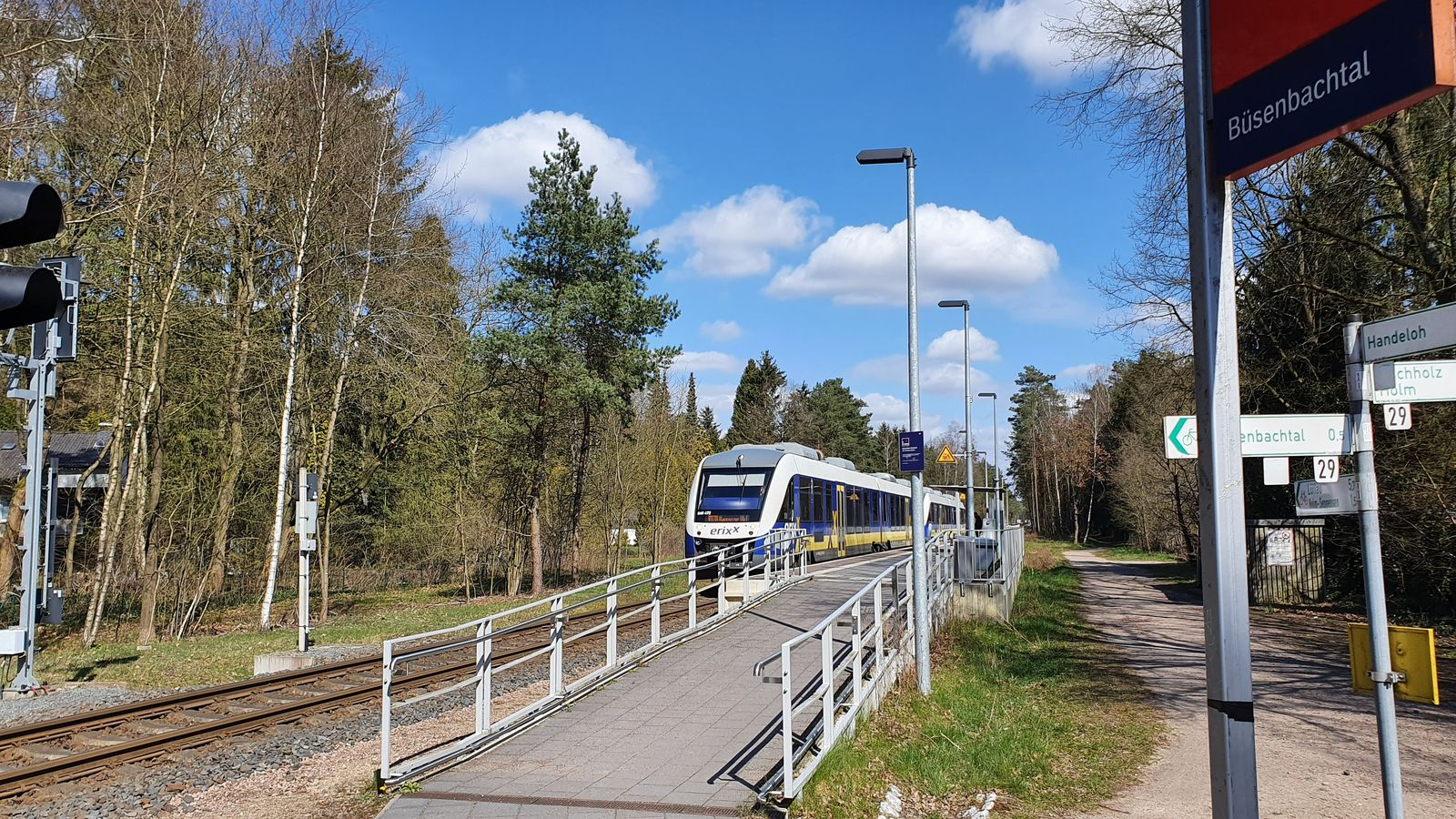
Haltepunkt Büsenbachtal
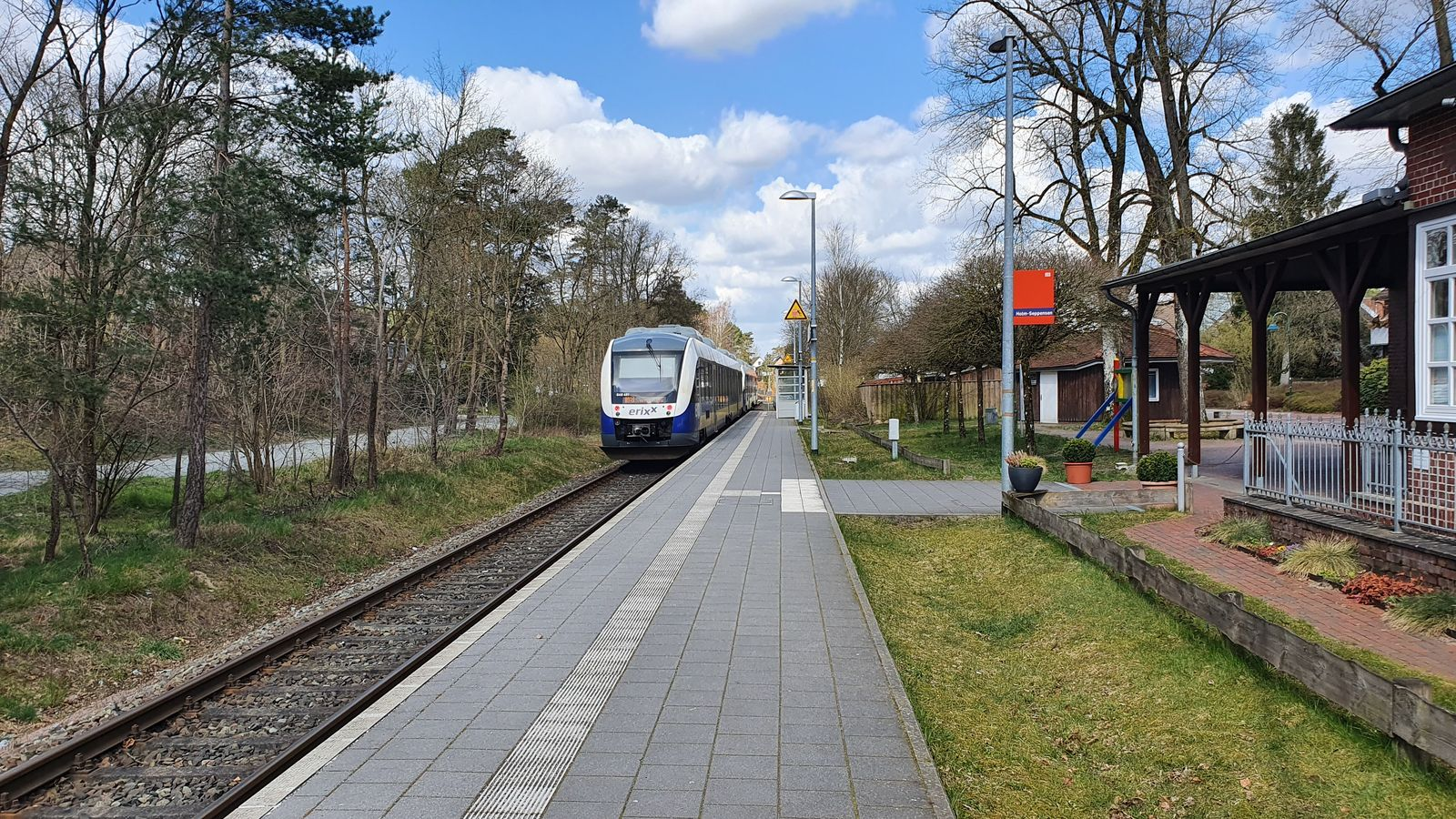
Haltepunkt Holm-Seppensen
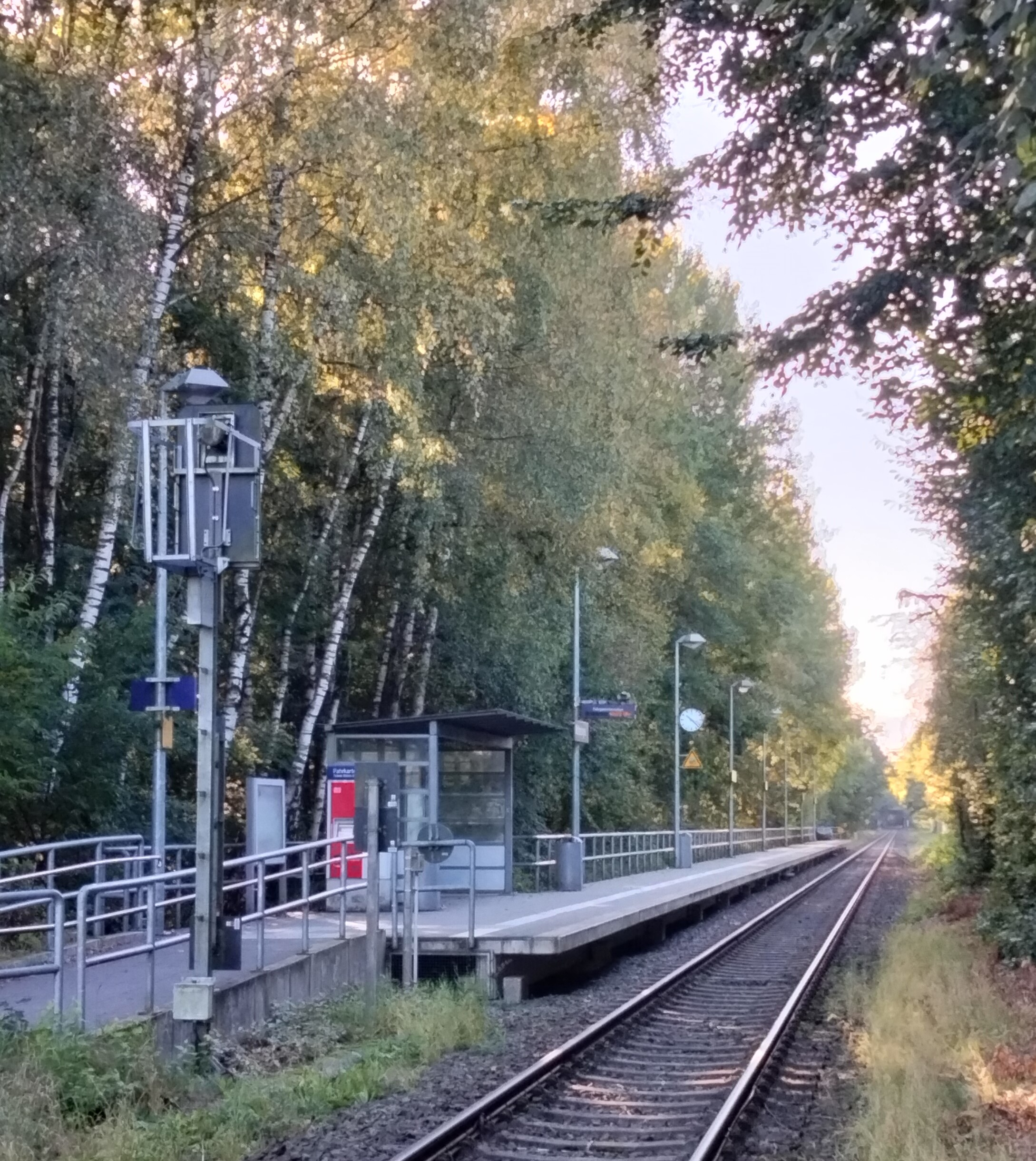
Haltepunkt Soltau-Wolterdingen

## Fahrzeugeinsatz

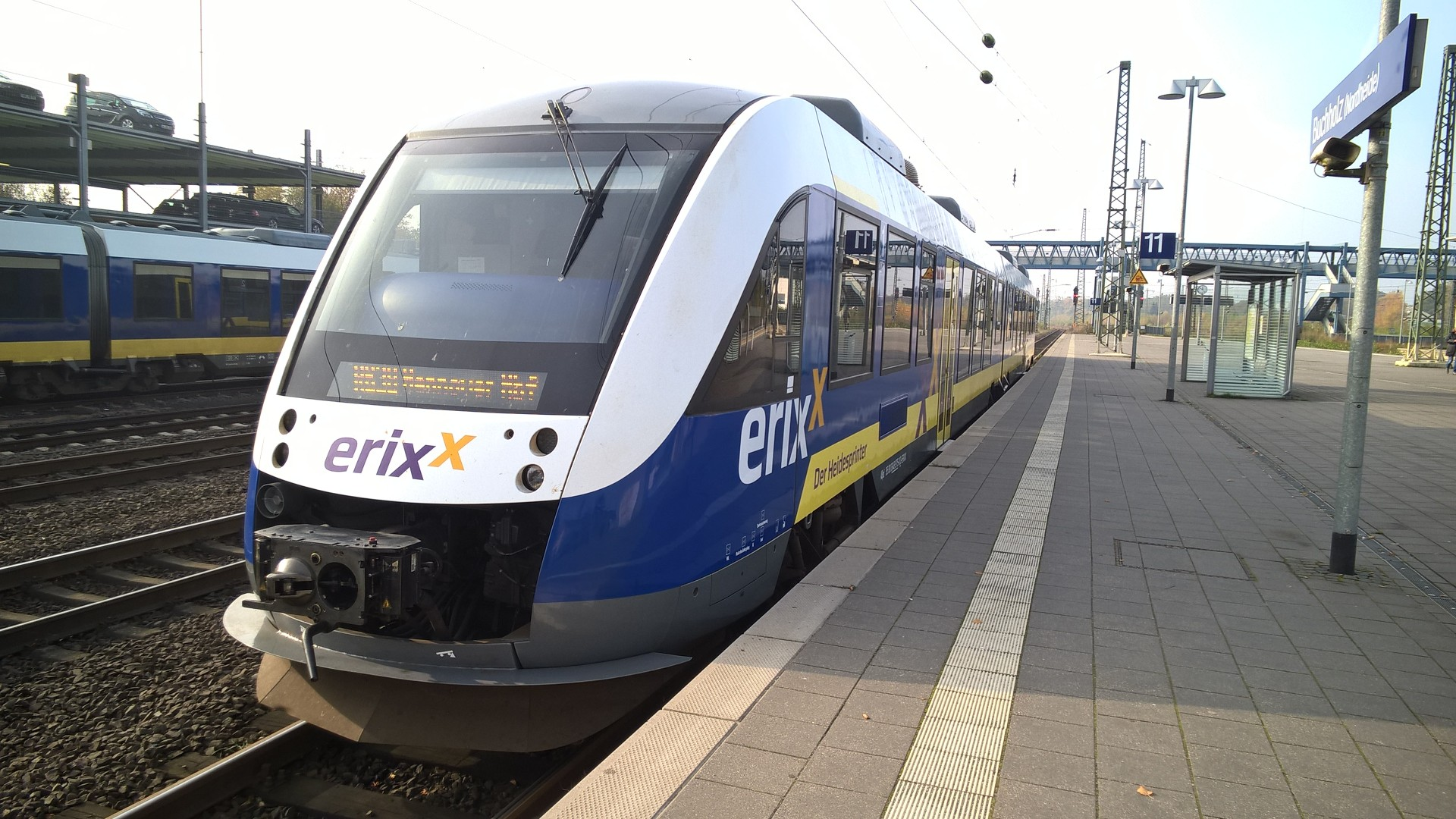
erixx im Bahnhof Buchholz

Die Strecke der RB 38 wird seit Dezember 2011 mit Triebwagen des Typs LINT 41 der Landesnahverkehrsgesellschaft Niedersachsen je nach Wochentag und Uhrzeit in Einzel-, Doppel- oder Dreifachtraktion befahren. Für die Bedienung sind (mit den Fahrzeugen für die RB 37, Amerikalinie) insgesamt 25 TriebFahrzeuge vorgesehen. Die Züge der Start Niedersachsen Mitte sollen sukzessive mit WLAN ausgestattet werden.
Bis zum 10. Dezember 2011 setzte DB Regio Triebwagen der Baureihe 628.4 ein, bis 10. Dezember 2005 kamen mit der Baureihe 218 bespannte 5-Wagen-Züge und Triebwagen der Baureihe 634 zum Einsatz. Der letzte Schienenbus der Baureihe 798 fuhr 1989.
Für die S-Bahn Hannover kommen Triebwagen des Typs Flirt 3 XL sowie der Baureihe 425 zum Einsatz. Letztere wurden beim Betreiberwechsel im Juni 2022 durch Transdev Hannover von DB Regio übernommen und modernisiert. Die Flirt-Triebwagen wurden für die Übernahme von Transdev Hannover neu beschafft sind mit WLAN ausgestattet. Bei DB Regio kamen bis 2022 ausschließlich Züge der Baureihen 424 und 425 zum Einsatz.
Güterverkehr wird von der Deutschen Bahn mit Loks der Baureihe 261 und 265 und von der Havelländischen Eisenbahn durchgeführt.